# Caso Rosenberg

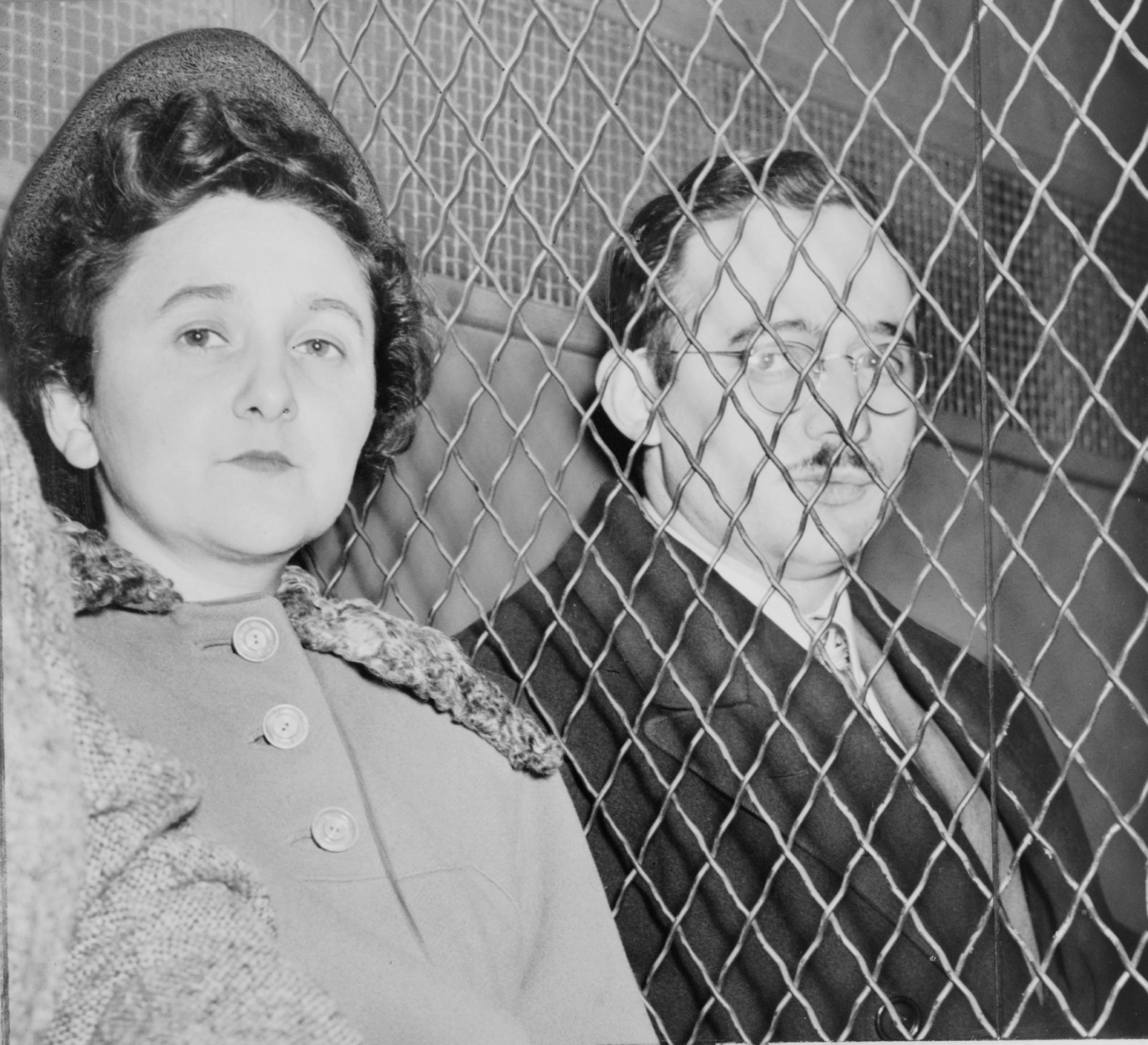
Ethel e Julius Rosenberg

Il caso Rosenberg è una vicenda che, negli anni della guerra fredda e in pieno clima di maccartismo, coinvolse i coniugi Julius ed Ethel Rosenberg e colpì profondamente l'opinione pubblica mondiale. I due furono processati, giudicati colpevoli e condannati a morte come spie dell'Unione Sovietica.
Nello specifico, i coniugi Rosenberg furono accusati di cospirazione attraverso lo spionaggio e incriminati con l'accusa di aver passato ad agenti sovietici dei segreti sulle armi nucleari. La fondatezza delle imputazioni è rimasta sempre controversa, sebbene decenni dopo la declassificazione delle decifrazioni delle comunicazioni sovietiche da parte del progetto Venona abbia indicato che Julius Rosenberg fosse effettivamente coinvolto nello spionaggio.
In loro nome è stato creato nel 1990 il Rosenberg Fund for Children, un fondo con oltre diecimila donatori che si occupa dell'assistenza e del recupero dei figli dei perseguitati a causa di attivismo politico.

## La vicenda
Julius Rosenberg era nato in una famiglia di immigrati ebrei a New York il 12 maggio 1918. Nei censimenti viene riportato che, quando lui aveva due anni, la sua famiglia viveva al numero 205 East 113º e che si trasferirono nella Lower East Side di Manhattan quando ne aveva 11 anni. I suoi genitori lavoravano nei negozi del Lower East Side, dove Julius frequentò la Seward Park High School. Divenne un leader della Lega dei giovani comunisti statunitensi mentre frequentava il City College di New York. Nel 1936 incontrò in un gruppo Ethel Greenglass. I due si sposarono nel 1939, lo stesso anno in cui Julius si laureò in ingegneria elettrica.

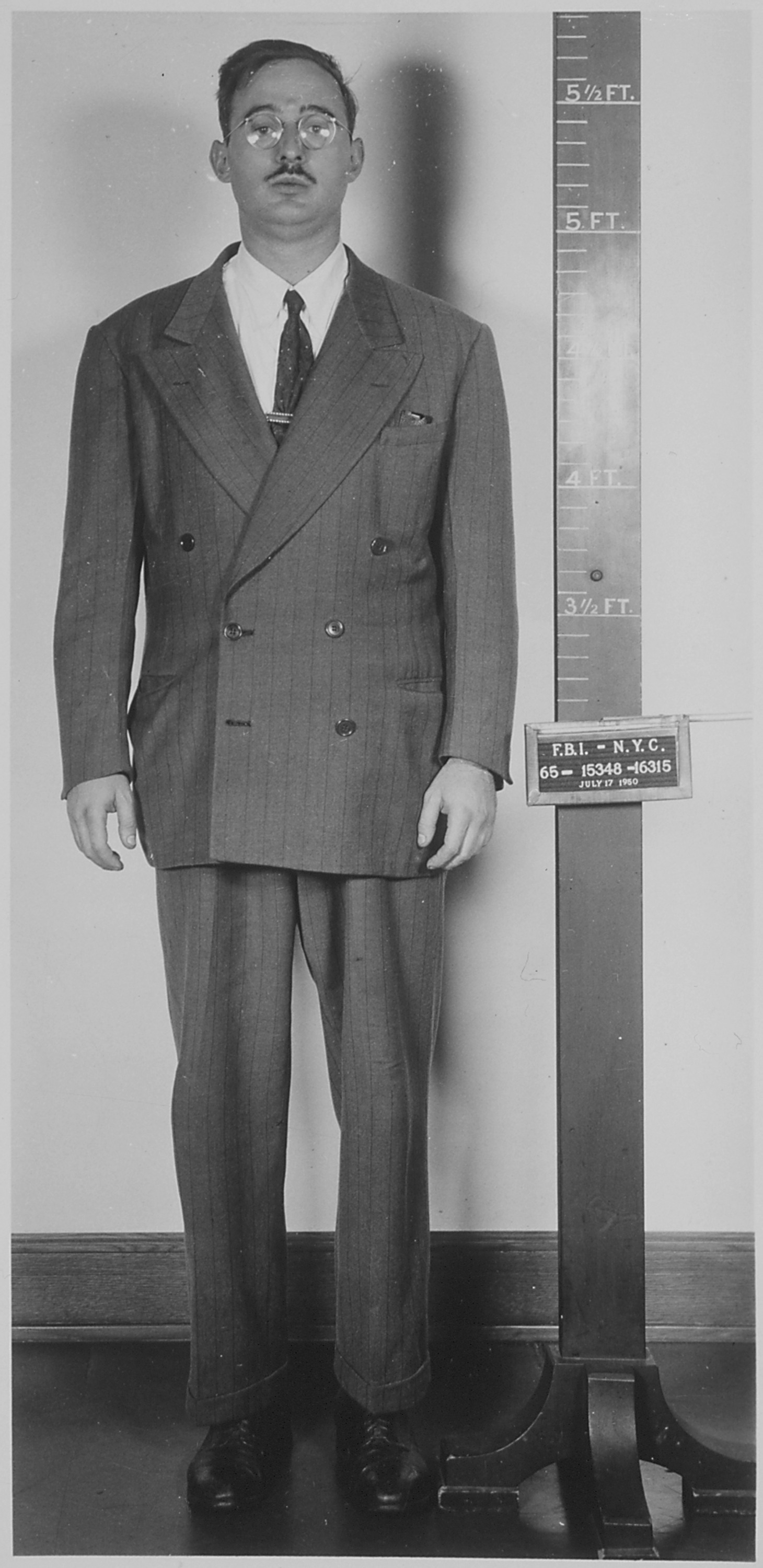
Rilievo fotografico di Julius Rosenberg dopo il suo arresto

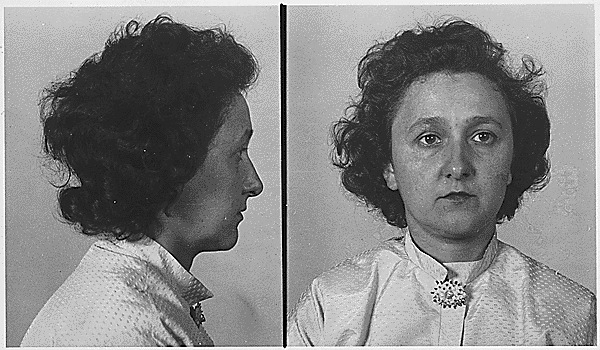
Foto segnaletica di Ethel Rosenberg.

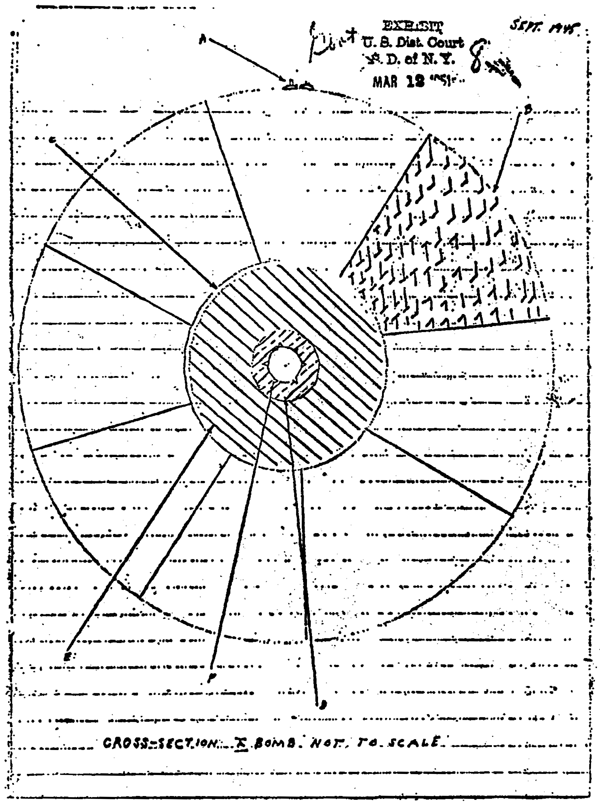
Schizzo, opera di David Greenglass, di un'arma nucleare a implosione, che illustra ciò che avrebbero dato i Rosenberg all'Unione Sovietica

Suo cognato, David Greenglass, militare che lavorava a Los Alamos, il centro di ricerca che aveva sviluppato la prima bomba atomica, decise di collaborare con gli investigatori in cambio di uno sconto di pena. Disse che aveva consegnato a Julius Rosenberg, marito di sua sorella Ethel, dei documenti segreti e che questi documenti erano stati copiati proprio da Ethel.
L'indagine che li portò alla condanna alla sedia elettrica nel penitenziario di Sing Sing dello Stato di New York il 19 giugno 1953 aveva preso l'avvio, poco più di due anni prima, dalla scoperta di testi sospetti battuti a macchina da Ethel Greenglass, coniugata Rosenberg, nell'ufficio della società di spedizioni navali in cui la donna lavorava come segretaria. Seguirono dapprima l'arresto, rispettivamente il 17 luglio (Julius) e l'11 agosto (Ethel) 1950. Il 6 marzo 1951 iniziò il processo che il 5 aprile si concluse con la condanna a morte. La sentenza di morte fu eseguita nonostante i molti appelli internazionali in favore della grazia, indirizzati da intellettuali di sinistra (tra cui Bertolt Brecht, Dashiell Hammett, Pablo Picasso, Frida Kahlo, Diego Rivera, Jean-Paul Sartre, Simone de Beauvoir) e dal papa Pio XII.

## Dubbi e conferme
I figli dei coniugi Rosenberg hanno tentato per decenni di ottenere che fossero resi noti i documenti originali riguardanti l'indagine. Essi denunciano che di quei documenti siano note solo rielaborazioni prodotte negli anni settanta, in prossimità della loro desecretazione. L'opinione espressa dal minore dei figli, Robert Meeropol è che, a causa della non disponibilità della documentazione originale, non è in grado di escludere, ma neanche di provare, che il padre abbia potuto effettivamente fornire informazioni riguardanti armi nucleari ai russi, mentre la madre fu perseguitata e condannata soltanto per essersi rifiutata di coinvolgere altri nella spirale delle denunce di correità, la cosiddetta caccia alle streghe. Afferma che entrambi furono vittime essenzialmente della loro ostinazione a non denunciare come spie altri militanti comunisti, come invece avevano fatto il fratello di Ethel e altri implicati "a catena" nel corso delle indagini.
Il caso Rosenberg ha diviso gli Stati Uniti per decenni, fino a quando, nel settembre 2008,Morton Sobell, un ingegnere americano, figlio di emigrati russi e coimputato per spionaggio insieme ai Rosenberg e poi condannato a trent'anni di carcere, rilasciato nel 1969 dopo 17 anni e 9 mesi e dichiaratosi sempre innocente, ha ammesso in un'intervista al New York Times che lui e il suo amico Julius erano entrambi delle spie, ma di aver dato ai sovietici solo materiali sui radar difensivi e dispositivi di artiglieria.

## Nell'arte e nella cultura

### Cinema e televisione
- Daniel, un film del 1983 diretto da Sidney Lumet, adattamento cinematografico dalla novella di E. L. Doctorow, The Book of Daniel (Il Libro di Daniel), segue la vita della coppia.
- Ethel Rosenberg è uno dei personaggi di Angels in America.

### Musica
- Il cantante Bob Dylan nel 1983 compose per loro una canzone, Julius and Ethel, che però non fu mai pubblicata ufficialmente.
- Il caso è il tema della canzone dei Metallica The Shortest Straw, dall'album ...And Justice for All (1988).

### Pittura
- Il medesimo anno in cui i due coniugi furono giustiziati, il pittore italiano Renato Guttuso immortalò i loro volti in un disegno a matita su carta che intitolò Julius ed Ethel Rosenberg.